# Алый меч
А́лый меч — сборник из 12 рассказов З. Н. Гиппиус, изданный в 1906 году.

## Содержание

### В четверг
Андрей Иванович Молостов, человек лет тридцати восьми, редактор журнала, читает какие-то рукописи, непригодные к печати; ему скучно. Анна Львовна, жена Молостова, не читает, но ей тоже скучно. Усыновлённый шестилетний Воля, племянник, расспрашивает няню о таинствах, он очень хочет на службу в церковь. Родители отпускают их. Андрей Иванович в тоске оделся и вышел из дому. Он со злобой размышляет о заповедях, о любви к ближнему — «нет ровно ничего между людьми, что бы их души связывало. Оттого и любви никакой нет, и быть не может. Слова, привычка, кривлянье!». Размышляет о Тайной вечери. Заходит в собор, но ему было неприятно, и холодно, и тесно стоять, и тоска не уменьшалась. Он вышел, встал у решетки, «ему вспомнились покорные и тоскующие глаза жены, и он пожалел её так же, как себя в эту минуту. Оба несчастны, — и оба бессильны». Молостов заплакал.

### Все к худу
Николай Павлович Дементьев убил свою жену, его судили и приговорили (ввиду смягчающих обстоятельств) к церковному покаянию в дальнем монастыре. Срок покаяния пришел к концу, но Дементьеву некуда уезжать. Он стал иногда разговаривать с казначеем, добродушным отцом Мефодием. Как-то весной они встретились на скамеечке под сиренями, у могилы купчихи Бронзовой, разговорились, Дементьев сказал, что задумал повеситься. Он и не каялся никогда, что убил Марью. О. Мефодий ужаснулся, но любопытство превозмогло, и он спросил, что случилось. Дементьев не хочет рассказывать, потому что «никакого сообщения между людьми нету», они не могут понять друг друга. О. Мефодий согласен: «Никакого сообщения. Ты человеку свое толкуешь, — а у него свое на уме, что — неведомо».
Но в итоге Дементьев рассказывает: «Жена моя, Марья, была женщина большая, грязная, крикунья. Жили восемь лет вместе. И так она мне надоела, так надоела… этого рассказать нельзя». Женился на ней по молодости, без особой любви, вскоре она начала его мучить, ругать, требовать денег. Однажды она ударила его мокрым полотенцем по лицу и утюг швырнула. «Я этот утюг <…> поднял да в неё назад. И так ловко попал, прямо в висок <…> прислуга видела, что я не нарочно, и что она, Марья, первая в меня утюгом шваркнула. Оттого меня и оправдали». Отец Мефодий жалеет его, Дементьев продолжает: «ну, оказалась бы жена получше, я бы с ней не восемь, а восемнадцать лет прожил. Думаешь, с другой женой и не ссорились бы? И не распускала бы она себя? <…> Всякая жизнь — к худу идет. Бывают там радости по дороге, а направление одно у всех — к худу».
О. Мефодий строго спросил, было ли душевное раскаяние, и, получив отрицательный ответ, сказал: «Значит, друг любезный, ты никого и не убивал. <…> А Марьи — и не было никогда. <…> Есть притча в Евангелии, что посеял сеятель семена Добрые, а враг пришел ночью и посеял между ними плевелы. <…> Бог-то создал человека с душой, — неужели враг тоже душу может создать? Он для виду только, для искушения создал. Как будто люди ходят — ан нет, плевелы, вражье созданье, марево одно, пар, для Божьих детей искушенье». Дементьев спрашивает: «Я, может, и сам не настоящий, а? Может, дьявольское марево?». Мефодий пугается. Дементьев просит помолиться за него, хоть для самоубийц это и не принято. Через неделю Дементьев повесился в дальней роще, у реки.

### Тварь
Сашка по прозвищу «недотыка» или «баронесса» с детства постоянно влюбляется, «в кого попало, в хозяйского кота, в молочника, в корсажницу-Лизу, — и почти не замечая измен». С пятнадцати лет к её влюблённостям стала было примешиваться грусть и злость. Через год Саша соблазнила приказчика, он подарил ей 25 рублей. На второй раз Сашка уже не была такой пылкой. Приказчик стал приходить в мастерскую, звать Сашу и скандалить. Хозяйка ругалась и даже пообещала прогнать Сашу за связь с мужиками. Приказчик хочет жениться, но Сашка не согласна: она уже влюблена в другого, в молодого женатого швейцара.
Вскоре Саша ушла из мастерской, наняла небольшую комнатку. К ней ходит несколько любовников, с которых она берет деньги. Скоро её записали проституткой и выдали особый билет. Многие клиенты привязывались к ней, жениться хотели, упрашивали, им Саша отказывала — она уже не чувствовала влюбленности. Она не понимает «подруг», которым это занятие в тягость.
Как-то к Саше пришел Александр Михайлович, со знакомым Нилом. Оба слегка выпили, принесли корзину пива (пьяных Саша сильно не любила, за что её и прозвали «баронессой»). Александр Михайлович напился и разозлился на Сашку, которая понемногу отливает пиво у Нила, и сказала, чтобы Нил не брал пример с земляка. Александр Михайлович угрожает увезти Нила к другим проституткам, Сашка оскорблена, она ругает их, а Александр Михайлович называет её последней дрянью. Саша было онемела от гнева, но успокоилась, а клиент не угомонился: «они, и все мы — люди, а ты — тварь. <…> То ты и не пьешь, что ты тварь. Где же ты видела, чтоб животные пьянствовали?». Он говорит, что Сашка не чувствует стыда, не понимает противоестественности, как животное. Александр Михайлович собрался уходить, зовёт Нила, тот отказывается. Они с Сашкой целуются.

## Критика
Рецензируя сборник, В. Я. Брюсов писал: «Почти все последние рассказы г-жи Гиппиус тенденциозны. По-видимому, автор и писал их не столько по побуждениям чисто художественным, сколько с целью выявить, выразить ту или иную отвлеченную мысль».
По мнению поэта Андрея Белого, сборник, «уступая в художественной силе „Сумеркам духа“, определённо и сильно окрашен проповедью христианства и соборности. Только проповедь эта носит подчас „интимный, слишком интимный“ характер, чтобы быть действенной вне сферы малого круга посвященных в „христианский“ жаргон автора. Это скорей интимные вздохи о соборной Истине, чем указание на путь к Истине. Все же пасхальный звон, призывный и ясный, звучит задумчиво в тихих речах автора. Ловко и умело соединяет талантливая писательница сложнейшие недоумения нашей культуры с все разрешающей пасхальной заутреней. Умело и ловко вскрывает мертвенность ходячих взглядов на христианство, увенчанных распадающимися храмами, в которых не звучит нам бархатный голос Тайны, сходящий с неба, — голос, от которого „тигрой“ загорается небосклон. Но когда для усиления христианской тенденции появляются все эти миссионеры, раскольники и даже студенты духовных академий, вместе с Марией-Май (см. рассказ „Suor Maria“), долженствующие доказать неврастеническому идиоту, что существует магическое Слово, все разрешающее, скучно и душно так становится на душе! Ведь дыхание Тайны ведомо З. Н. Гиппиус: ручательством тому — „Небесные Слова“, где Тайной стыдливо овеяно каждое слово.».